# Canisvliet buitenpolder
De Canisvliet buitenpolder is een polder ten noordwesten van Zuiddorpe, in de Nederlandse provincie Zeeland. De polder behoort tot de Beoosten Blijpolders.
Het schorrengebied, dat bij de laatste herdijking van de Canisvliet binnenpolder in 1787 buitendijks kwam te liggen, werd in 1790 alsnog opgenomen in de Beoosten en bewesten Blijpolder, en vormt daarin een gebied van 332 ha.
De in deze polder aanwezige buurtschappen zijn De Ratte, met het voormalig Fort Sint-Jan, en De Muis, waar zich het voormalig Fort Sint-Marcus bevond, beide onderdeel van de Linie van Communicatie tussen Hulst en Sas van Gent.